# Auwers (månkrater)
För andra betydelser, se Auwers.
Auwers är en nedslagskrater på månen. Auwers har fått sitt namn efter den tyske astronomen Arthur Auwers.
Kratern har en diameter på ungefär 19 km.

## Satellitkratrar
| Auwers | Latitud | Longitud | Diameter |
| ------ | ------- | -------- | -------- |
| A      | 13.8° N | 18.3° Ö  | 8 km     |